# Heli Koivula
Heli Maarit Koivula, épouse Kruger (née le 27 juin 1975 à Kauhajoki) est une athlète finlandaise spécialiste du triple saut et du saut en longueur. Elle est mariée avec le lanceur de disque Frantz Kruger.

## Biographie

### Palmarès
| Date | Compétition                   | Lieu     | Résultat | Épreuve          | Performance |
| ---- | ----------------------------- | -------- | -------- | ---------------- | ----------- |
| 1992 | Championnats du monde juniors | Séoul    | 4e       | Saut en longueur | 6,14 m      |
| 1994 | Championnats du monde juniors | Lisbonne | 2e       | Saut en longueur | 6,64 m      |
| 1995 | Championnats du monde         | Göteborg | 6e       | 4 x 100 m        | 44 s 46     |
| 1997 | Championnats d'Europe espoirs | Turku    | 4e       | Saut en longueur | 6,33 m      |
| 1997 | Championnats d'Europe espoirs | Turku    | 3e       | Triple saut      | 13,88 m     |
| 2001 | Championnats du monde         | Edmonton | 5e       | Triple saut      | 14,28 m     |
| 2002 | Championnats d'Europe         | Munich   | 2e       | Triple saut      | 14,83 m     |

### Records
| Épreuve          | Épreuve      | Performance | Lieu              | Date                            |
| ---------------- | ------------ | ----------- | ----------------- | ------------------------------- |
| Saut en longueur | En plein air | 6,65 m      | Tallinn           | 21 juillet 2004                 |
| Saut en longueur | En salle     | 6,38 m      | Korsholm Helsinki | 10 février 2003 22 février 2004 |
| Triple saut      | En plein air | 14,39 m     | Lappeenranta      | 3 août 2003                     |
| Triple saut      | En salle     | 14,07 m     | Tampere           | 14 février 2004                 |